# 102
102 (сто и втора) година по юлианския календар е невисокосна година, започваща в събота. Това е 102-рата година от новата ера, 102-рата година от първото хилядолетие, 2-рата година от 2 век, 2-рата година от 1-вото десетилетие на 2 век, 3-та година от 100-те години. В Рим е наричана Година на консулството на Урс и Сура (или по-рядко – 855 Ab urbe condita, „855-а година от основаването на града“).

## Събития
- Консули в Рим са Луций Урс Сервиан и Луций Лициний Сура.